# Feels Like It's Over
"Feels Like It's Over" é o quinto e último single tirado do álbum Homosexual do cantor australiano Darren Hayes. A música foi lançada em maio de 2023, com um videoclipe com a participação do ator Casey James.

## Composição
A música foi composta e produzida por Hayes totalmente sozinho, em seu estúdio em casa, na cidade de Los Angeles. A letra fala sobre o doloroso término de um relacionamento, que "parece que acabou, mas ninguém está indo embora".

## Lançamento
O single foi lançado mundialmente por download digital e streaming em 12 de maio de 2023. O videoclipe da música foi divulgado previamente, em 1 de maio, no site oficial do cantor e em seu canal oficial no YouTube.
Uma versão editada da faixa foi produzida especialmente para o lançamento do single.

## Videoclipe
O clipe foi gravado nos Estados Unidos, sendo produzido e dirigido por Andrew Huebscher, e conta com a participação do ator norte-americano Casey James, interpretando o parceiro de Hayes.
Inspirado na letra da música, o clipe é um curta-metragem de mais de 6 minutos, que conta a história de um casal, do início do romance ao término do relacionamento, e as lembranças que restaram. O vídeo mostra Hayes em uma dolorosa separação.
Quando do lançamento da obra, o cantor disse que "nunca em toda minha carreira a arte imitou a vida mais do que neste ano". Alguns dias depois, ele anunciou que havia terminado seu relacionamento de 17 anos com o designer Richard Cullen, com quem era casado.
"Isso é o fim de uma era em tantas formas. Eu pus minha alma nesse álbum, nessa turnê e nas pessoas que encontrei ao logo da jornada e sim, eu tive o meu coração partido no fim", disse ele.

## Single Digital
- Internacional

1. "Feels Like It's Over" - 3:57

## Paradas musicais
| iTunes Charts (2023)      | Posição |
| ------------------------- | ------- |
| Tchéquia (iTunes Top 100) | 54      |